# Veronica Cogeanu
Veronica Cogeanu, née le 15 novembre 1965 à Voinești (Iași) sous le nom de Veronica Cochela, est une sportive roumaine pratiquant l'aviron. 

## Palmarès

### Jeux olympiques d'été
- Jeux olympiques de 1988 à Séoul
  -  Médaille d'argent dans la catégorie deux de couple
  -  Médaille de bronze dans la catégorie quatre de couple
- Jeux olympiques de 1992 à Barcelone
  -  Médaille d'argent dans la catégorie deux de couple
  -  Médaille d'argent dans la catégorie quatre de couple
- Jeux olympiques de 1996 à Atlanta
  -  Médaille d'or dans la catégorie huit avec barreur
- Jeux olympiques de 2000 à Sydney
  -  Médaille d'or dans la catégorie huit avec barreur

### Championnats du monde d'aviron
- Championnats du monde 1985 à Hazewinkel
  -  Médaille de bronze dans la catégorie quatre de couple
- Championnats du monde 1986 à Nottingham
  -  Médaille d'argent dans la catégorie deux de couple
- Championnats du monde 1989 à Bled
  -  Médaille d'argent dans la catégorie deux de couple
- Championnats du monde 1990 en Tasmanie
  -  Médaille d'or dans la catégorie huit avec barreur
- Championnats du monde 1991 à Vienne
  -  Médaille de bronze dans la catégorie huit avec barreur
- Championnats du monde 1993 à Račice
  -  Médaille d'or dans la catégorie huit avec barreur
- Championnats du monde 1994 à Indianapolis
  -  Médaille de bronze dans la catégorie huit avec barreur
- Championnats du monde 1995 à Tampere
  -  Médaille d'argent dans la catégorie huit avec barreur
- Championnats du monde 1997 à Aiguebelette
  -  Médaille d'or dans la catégorie huit avec barreur
  -  Médaille d'argent dans la catégorie deux sans barreur
- Championnats du monde 1998 à Cologne
  -  Médaille d'or dans la catégorie huit avec barreur